# Max Machanek
Max Machanek (18. prosince 1831 Olomouc – 14. května 1893 Mariánské Údolí) byl moravský podnikatel německé národnosti, spolumajitel akciové společnosti „Homboker und Marienthaler Eisenwaren-Industrie und Handels-Aktien-Gesellschaft MORAVIA“ (česky Hlubočecká a Marientálská akciová společnost pro průmysl a obchod se železným zbožím Moravia) se sídlem v Olomouci, ředitelem železáren v Mariánském Údolí a poslancem Moravského zemského sněmu.

## Biografie

### Původ
Maximilian (zkráceně Max) pocházel z vlivného podnikatelského rodu Machanků, kteří působili na Olomoucku. V roce 1775 se do Olomouce přistěhoval z Uherského Ostrohu šperkař (Gschmeidler) Ignaz Franz Machanek. V roce 1780 koupil Johann Machanek od Simona Thad. Zimmerleho, královského sudího, na olomouckém Dolním náměstí dům č. 19 (Niederring Nr. 19), později nesl číslo 48 a domovní znamení „Zur silbernen Schaufel“ (U stříbrné lopaty).
Dům zdědila r. 1784 ovdovělá Barbara Machanek, r. 1794 Johannův a Barbařin syn Ignaz Machanek, který provozoval obchod se železářstvím. Po smrti manžela zdědila r. 1815 ovdovělá Franziska Machanek nejen dům, ale také železářský obchod. Ignaz Karl Machanek (též Ignaz Carl Machanek), syn Ignáce a Františky, tak po smrti své matky dům v roce 1824 podědil a pokračoval v obchodování se železářským zbožím. Počátek slavné firmy Moravia lze vidět právě v obchodě železářským zbožím na Dolním náměstí v Olomouci, kde Ignaz Carl Machanek založil v roce 1830 firmu I. C. Machanek.
V roce 1847 byl I. C. Machanek vedený jako provozovatel železářské filiálky arcivévody Těšínského (die Erzherzoglicher Teschner Eisen-Niederlage). Oženil se s Annou Wagner (* 2. února 1802, † 7. března 1867), dcerou olomouckého továrníka a obchodníka (Olmütz, Niederring Nr. 14). Společně počali syny Ignaze, Maxe a Oswalda, dcera Marie se provdala za olomouckého obchodníka Karla M. Kloba, vicepresidenta olomoucké Obchodní a průmyslové komory. Jejich synem byl známý rakouský spisovatel Karl Maria Klob (* 18. května 1873 v Olomouci). Po smrti matky v roce 1867 a otce v roce 1875 dům „U stříbrné lopaty“ zdědil nejstarší syn Ignaz Machanek (advokát) a poté, co se přestěhoval v roce 1874 natrvalo do Vídně, zůstal v držení obchodní firmy „J. C. Machanek a spol.“, později začleněné do akciové společnosti Moravia.
Páni rolníci, jimž záleží na tom, aby sobě pořídili dobré, praktické laciné náčiní hospodářské,

jako vidle, lopaty, hrábě, kosy, srpy, motyky, sekyry, řetězy atd.,

nechť obrátí se s důvěrou na železářskou firmu J. C. MACHANEK A SPOL. v Olomouci, Dolní náměstí č 48. („U stříbrné lopaty.”)
Selské listy 1906

### Založení rodiny a kariéra
Max Machanek vystudoval vídeňskou techniku a společně s otcem začal obchodovat se železářským zbožím (společníkem firmy I. C. Machanek & Comp. a společníkem hřebíkárny v Hlubočku). Počátkem 50. let podnikl studijní cesty do Německa, Belgie, Francie a Anglie. V roce 1858 se jeho manželkou stala Rosa von Poglies (* 5. května 1834, † 9. srpna 1910), dcera rady vrchního zemského soudu ze Lvova. Měli šest dětí.
Dcera Emma se poprvé provdala za Carla Wolfa, podruhé za Eduarda Wilhelma Bertsche, majitele Hotelu Bristol ve Vídni. Druhá dcera Rosa se provdala za Carla Wallnera, herce Městského divadla ve Frankfurtu nad Mohanem, pozdějšího ředitele divadel ve Vídni (Theater an der Wien, Raimundtheater a Deutsches Volkstheater). Jejich první syn Felix zemřel ve věku dvou let a druhý syn Max Wallner šel v otcovských hereckých stopách (známý německý libretista a autor her). Třetí dcera Maxe a Rosy Machankových Anna zemřela v prvním roce svého života. Syny pojmenovali rodiče podle rodové tradice: nejstarší nesl jméno Ignaz, dvojčata jméno Max a Carl. Max nejprve řídil továrnu na hřebíky v Hlubočku, kam se také s rodinou přestěhoval (vila Machanek).
Po založení železáren v Mariánském Údolí (a následném převzetí hlubočské hřebíkárny bratrem Oswaldem) se přestěhoval do Mariánského Údolí (vila Machanek). Železárny pak doživotně řídil. Od roku 1863 byl Max členem olomoucké obchodní a živnostenské komory, též aktivním členem Moravskoslezského sudetského horského spolku (Mährisch-Schlesische Sudetengebirgsverein).Prosazoval výstavbu Moravsko-slezské ústřední dráhy. V roce 1867 se podílel na proměně bývalého pevnostního pásma v Olomoucí na městský park. Byl aktivní v pořádání olomoucké průmyslové výstavy. Roku 1865 mu císař udělil Zlatou medaili za umění a vědu.
V 60. letech se zapojil i do vysoké politiky. V zemských volbách v březnu 1867 byl zvolen na Moravský zemský sněm, za kurii městskou, obvod Dvorce, Libavá, Mor. Beroun, Budišov. Mandát zde obhájil i v zemských volbách 1870. V zemských volbách v září 1871 se mezi zvolenými poslanci neuváděl, ale na sněmu zasedal opět po zemských volbách v prosinci 1871, nyní za kurii obchodních a živnostenských komor, obvod Olomouc. Rezignoval roku 1873. V roce 1867 se uvádí jako kandidát tzv. Ústavní strany (liberálně a centralisticky orientovaná).
Max (Maximilian) Machanek zemřel v květnu 1893 po dlouhé a bolestivé nemoci ve věku 62 let.

## Akciová společnost pro průmysl a obchod se železným zbožím „Moravia“
Max pomáhal v roce 1870 přeorganizovat stávající hřebíkárnu v Hlubočku a železárnu v Mariánském Údolí na akciovou společnost pod názvem Homboker und Marienthaler Eisenwaren-Industrie und Handels-Aktien-Gesellschaft „Moravia“ in Olmütz (česky Hlubočecká a Marientálská akciová společnost pro průmysl a obchod se železným zbožím „Moravia“ v Olomouci), jejímiž společníky byli otec Ignaz Karl Machanek, předseda obchodní komory v Olomouci, syn dr. Ignaz Machanek, advokát tamtéž, syn Max Machanek, poslanec Moravského zemského sněmu, syn Oswald Machanek a Johann Orel. Na řízení společnosti se v dalších letech podíleli vedle dlouholetého generálního ředitele Oswalda Machanka hlavně synové jeho bratra Maxe.

### Ignaz Machanek
Ignaz Machanek (* červenec 1862; † 26. listopadu 1911, Vídeň) byl ředitelem v hřebíkárny v Hlubočku akciové společnosti Moravia, místopředseda správní rady akciové společnosti Moravia, člen Hospodářské a průmyslové komory v Olomouci a funkcionář Olomoucké společnosti pro těžbu břidlice (Olmützer Schieferbergbau-Gesellschaft) a členem Moravskoslezského sudetského horského spolku (Mährisch-Schlesische Sudetengebirgsverein). Jeho první manželkou byla Eugenie Teterin (též Tetjerin), která zemřela velmi mladá po porodu v roce 1891, s kterou měl dceru:
- Eugenie Cloeter, rozená Machanek (* 22. června 1891, Hlubočky; † 26. března 1970, Vídeň), provdaná za továrníka Hanse Cloeter.[36][pozn. 2]

Druhou manželkou byla Wanda, rozená Mück. Ferdinand Mück (firma Mück F. C.) měl v Olomouci obchod s kořením (Spezerei). Z manželství pošly děti:
- Carl Oswald Machanek (* 6. srpna 1896, Hlubočky; † 13. prosince 1978, Scharnstein, Rakousko), později generální ředitel akciové společnosti Moravia a ředitel továrny v Hlubočku, od roku 1940 ředitel továrny v Mariánském Údolí a člen správní rady.[40] Dne 5. září 1922 se v Brně oženil s Margarethe Ernestine Rudolfine Rohrer (* 16. srpna 1900, Brno; † 10. září 1944, Vídeň).[36][41][42][43] Margarethe byla dcerou v té době již zemřelého majitele tiskárny Rudolfa Rohrera (vila v Jundrově/Jundorf).[44] V roce 1929 zemřela i matka Margarethe Rohrer a sídlo tiskárny R. M. Rohrer v Badenu u Vídně převedly společnice (dcery: Karoline Krüzner, Margarathe Machanek, Elisabeth Jasykoff) do Brna.[45]

- Eva Maria svobodná paní von Friebeisz, rozená Machanek (* 22. června 1900, Hlubočky; † 11. ledna 1970, Vídeň), provdala se v roce 1931 za skladatele, dirigenta a spisovatele Johanna Nepomuka Josefa svobodného pána von Friebeisz (* 9. srpna 1898 ve Vídni). V roce 1938 emigrovali do Paříže a potom do USA.[46][36][47] Následně byli zbaveni německého říšského občanství.[48]

- Wanda Machanek[49]

Ignác Machanek zemřel v 50 letech po dlouhé nemoci v neděli dne 26. listopadu 1911 v sanatoriu gremiální nemocnice ve Vídni. Tělesné pozůstatky byly nejprve převezeny dne 28. listopadu 1911 do hřbitovní kaple v Döblingu, dne 29. listopadu převezeny do kaple olomouckého městského hřbitova a dne 30. listopadu uloženy do rodinné hrobky. Mezi pozůstalými se loučila žena Wanda Machanek (rozená Mück), děti Evženie Cloeter (rozená Machanek), Karel, Eva a Wanda, sestry Emma Bertsch (rozená Machanek), Rosálie Wallner (rozená Machanek), bratři Max Machanek a Karl Machanek, tchán Ferdinand Machanek a tchyně Marie Mück, druhá tchyně Aloisie Teterin (Luise Tetjerin), zeť Johann Cloeter a další.

### Max Machanek
Max Machanek (* 1865, Hlubočky; † 1958), do roku 1934 generální ředitel akciové společnosti Moravia. Ve 30. letech bydlel v Brně na Augustiánské ulici čp. 23. Od roku 1939 místopředseda v dozorčí radě akciové společnosti Moravia a penzionovaný ředitel pobočky ve Vídni, kam se s rodinou přestěhoval. V roce 1889 sloužil jako reservista u c. k. 16. Slezského praporu polních myslivců – u reservního pluku v Opavě. Jeho manželkou byla Emma, rozená Hermann, s kterou měl syna Ericha. Manželka Emma zemřela 9. ledna 1945 a je pochována na vídeňském hřbitově v Döblingu. Syn Erich se oženil s Emmou Kratzmann. Společně bydleli v Brně v moderním činžovním domě na Kunzově ulici čp. 6.

### Karl Machanek
Karl (též Carl) Machanek (* 1865 Hlubočky; † 15. ledna 1933, Hlubočky) byl až do své smrti zástupcem svého bratra Maxe Machanka, generálního ředitele akciové společnosti Moravia v Mariánském Údolí, v letech 1902–1932 ředitelem továrny v Mariánském Údolí, od roku 1902 členem správní rady akciové společnosti Moravia a od roku 1918 vicepresidentem správní rady, vicepresidentem Svazu československých průmyslníků v místní skupině Olomouc a presidentem železářské odbočky Svazu průmyslníků (Verband der tschechoslowakischen Industriellen, Sektion Olmütz, metallverarbeitende Gruppe), místopředsedou Svazu německých cyklistů Rakouska – župy Sudety (Bund deutscher Radfahrer Oesterreichs – Sudetengau). a členem Moravskoslezského sudetského horského spolku (Mährisch-Schlesische Sudetengebirgsverein). V letech 1887–89 sloužil u c.k. 7. Moravského pevnostního dělostřeleckého pluku v Olomouci a poslední rok pak v Krakově. Po založení akciové společnosti Severomoravské elektrárny v roce 1921 byl Karel Machanek zvolen jako zástupce soukromého kapitálu do správní rady. Továrnu v Mariánském Údolí vedl po celých 46 let, na podzim roku 1932 složil funkci ředitele a ve svých 68 letech po krátké nemoci 15. ledna 1933 zemřel v olomouckém ústavu dr. Koutného. Ve středu 18. ledna 1933 byl pochován v rodinné hrobce na Ústředním hřbitově v Olomouci. Nebyl ženat.